# Алоним (кибуц)

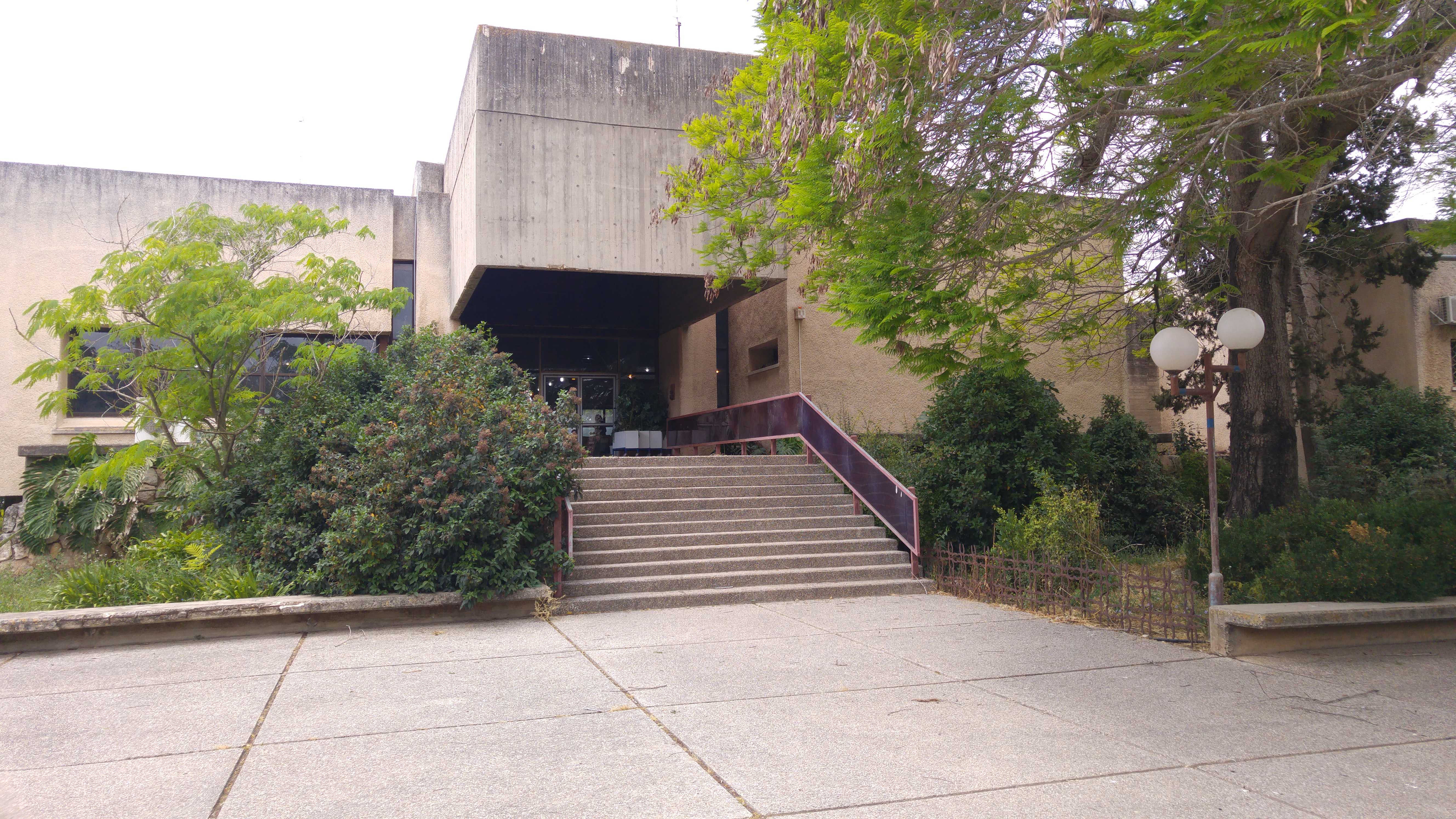

Алоним (ивр. אלונים‎) — кибуц на севере Израиля, недалеко от Кирьят-Тивона, относящийся к региональному совету Эмек-Изреэль. Основан в 1938 г.
Кибуц был создан по инициативе Александра Зайда, по методу Стена и башня. Первыми поселенцами стали трое молодых людей из организации «Ха-Ноар Ха-Авед».
Основой экономики является сельское хозяйство. Многие жители кибуца работают за его пределами. В кибуце существует большой образовательный центр «Алон». По состоянию на 2009 год в кибуце насчитывается 180 домашних хозяйств.

## Население
По данным Центрального статистического бюро Израиля, население на начало 2020 года составляло 515 человек.